# Apisa sjoestedti
Apisa sjoestedti är en fjärilsart som beskrevs av Aurivillius 1904. Apisa sjoestedti ingår i släktet Apisa och familjen björnspinnare. Inga underarter finns listade i Catalogue of Life.